# 雷欧·范德托
雷欧·范德托（荷蘭語：Leon van der Torre, 1968年3月18日—），荷兰逻辑学家，卢森堡大学计算机科学教授，主要研究领域为道义逻辑，多智能体系统，人工智能中的逻辑学。截止2016年已发表学术论文近300篇。

## 生平
雷欧·范德托1968年生于荷兰鹿特丹。雷欧·范德托曾在鹿特丹伊拉斯姆斯大学学习计算机科学与哲学，于1992年获得科学硕士学位，于1997年获得计算机科学博士学位。他的博士论文主要研究计算机科学中的道义逻辑及其与非单调逻辑的结合。他的主要研究领域为人工智能和计算机科学中的逻辑学。雷欧·范德托爱好旅游，足迹遍布世界各地，并且具备飞行员执照。

## 工作
雷欧·范德托曾任职于德国马克斯·普朗克计算机科学研究所, 荷兰数学与计算机国家研究院（CWI）。雷欧·范德托于2006年加入卢森堡大学并创立个体与群体推理研究中心，担任计算机科学教授，于2016年成为卢森堡大学计算机与通信科学研究中心主任。

## 研究
雷欧·范德托活跃于道义逻辑、智能体理论、人工智能等领域，截止2016年已发表学术论文近300篇。雷欧·范德托早年曾研究定量决策理论。。他发展了信念-义务-意志-愿望（BOID)智能体结构。 他与大卫·麦金森（David Makinson）一起创立了输入/输出逻辑。 他发展了规范化多智能体系统的博弈论进路。
雷欧·范德托是逻辑与计算杂志道义逻辑专栏的责任编辑，主编了道义逻辑与规范系统手册以及形式论辩理论手册。
雷欧·范德托与中国逻辑学家刘奋荣，廖备水有过密切合作。

## 所获荣誉
欧洲人工智能学会会员（European Coordinating Committee for Artificial Intelligence fellow)

## 个人生活
雷欧·范德托的妻子艾伯丁·范德托是一名艺术家。